# Wołodymyr Załojło
Wołodymyr Wasylowycz Załojło, ukr. Володимир Васильович Залойло, ros. Владимир Васильевич Залойло, Władimir Wasiljewicz Załojło (ur. 4 czerwca 1953 w Kijowie) – ukraiński piłkarz, grający na pozycji obrońcy, trener piłkarski.

## Kariera piłkarska

### Kariera klubowa
W 1971 rozpoczął karierę piłkarską w drużynie rezerw Dynama Kijów. W 1974 został zaproszony do Bukowyny Czerniowce, ale nie rozegrał żadnego meczu w pierwszej drużynie. Następnie, w 1975 roku został powołany do wojska, gdzie służył w jednostce sportowe grupy wojsk radzieckich w NRD. Po zwolnieniu z wojska zasilił skład zespołu amatorskiego Bilszowyk Kijów, w którym zakończył karierę piłkarza w 1982.

### Kariera reprezentacyjna
W 1970 w składzie juniorskiej reprezentacji Ukraińskiej SRR razem z Ołehiem Błochinym o Łeonidem Buriakiem zdobył Puchar Nadziei - trofeum dla podających wielkie nadzieje piłkarzy ZSRR.

## Kariera trenerska
Po zakończeniu kariery piłkarskiej rozpoczął pracę szkoleniowca. Już od 1974 do 1992 pracował jako nauczyciel w.f. w Szkole nr 284 i 217 w Kijowie. W 1992 przeniósł się do pracy na Wydziale Futbolu w Narodowym Uniwersytecie Wychowania Fizycznego i Sportu Ukrainy w Kijowie., gdzie został organizowany klub futsalowy SKIF-Siłeks Kijów. Razem z Wałerijem Szabelnikowym stał na czele klubu i zdobył mistrzostwo i Puchar Ukrainy, ale w połowie sezonu 1994/95 klub przez trudności finansowe został rozformowany. 5 czerwca 1994 roku kierował reprezentację Ukrainy w futsalu, która rozegrała pierwszy oficjalny mecz w historii przeciwko reprezentacji Białorusi (2:1). W roku 1997 na krótko wyjechał do Wietnamu, a po powrocie pomógł przy organizacji w Uniwersytecie klubu futsalowego Unisport Kijów, z którym również wygrał mistrzostwo Ukrainy 1998, po czym klub połączył się z inny kijowskim klubem "Budstar". W nowym klubie - Unisport-Budstar Kijów został jednym z głównych trenerów. W sezonie 2000/01 Unisport-Budstar zdobył mistrzostwo Ukrainy, ale zaraz potem, z powodu trudności finansowych zespół przestał istnieć. Od sezonu 2003/04 do sezonu 2009/2010 pracował na stanowisku dyrektora technicznego klubu Kyjiw-Unisport Kijów.
W trakcie swojej kariery trenerskiej pracował w sztabie szkoleniowym drużyny narodowej Ukrainy w futsalu na Mistrzostwach Europy w 1996 i 2005, Mistrzostwach świata wśród studentów w 1994, 2008, 2010, oraz młodzieżowej reprezentacji Ukrainy. Jako asystent zdobył wiele trofeów.
Od 2004 do 2006 również prowadził reprezentację Ukrainy w piłce nożnej plażowej, która zajęła trzecie miejsce na Mistrzostwach Europy w 2004 roku i dotarła do ćwierćfinału Mistrzostw Świata 2005. W 2010 roku kierował zespołem Dynamo-Hild Kijów, który zdobył brązowe medale mistrzostw Ukrainy w piłce nożnej plażowej.

## Sukcesy i odznaczenia

### Sukcesy piłkarskie
Reprezentacja Ukraińskiej SRR w piłce nożnej
- zdobywca Pucharu Nadziei: 1970

### Sukcesy trenerskie
SKIF Kijów
- mistrz Ukrainy w futsalu: 1994
- zdobywca Pucharu Ukrainy w futsalu: 1993

Unisport-Budstar Kijów
- mistrz Ukrainy w futsalu: 2001

Dynamo-Hild Kijów
- brązowy medalista Mistrzostw Ukrainy w piłce nożnej plażowej: 2010

Reprezentacja Ukrainy w futsalu (jako asystent)
- brązowy medalista Mistrzostw Świata: 1996
- wicemistrz Europy: 2001, 2003
- mistrz Świata wśród zespołów studenckich: 1998, 2004

Reprezentacja Ukrainy w piłce nożnej plażowej
- brązowy medalista Mistrzostw Europy w piłce nożnej plażowej: 2004

Studencka reprezentacja Ukrainy w piłce nożnej plażowej
- wicemistrz Świata wśród zespołów studenckich: 2008

### Odznaczenia
- tytuł Zasłużonego Trenera Ukrainy: 2001
- tytuł Zasłużonego Pracownika Wychowania Fizycznego i Sportu Ukrainy: 2009
- Honorowa Odznaka "Za zasługi": 2010